# Orthoscuticella innominata
Orthoscuticella innominata är en mossdjursart som beskrevs av Gordon 1989. Orthoscuticella innominata ingår i släktet Orthoscuticella och familjen Catenicellidae. Inga underarter finns listade i Catalogue of Life.